# 土屋洋一
土屋 洋一（つちや よういち）は日本の作曲家、編曲家、ピアニスト。

## 略歴
東京生まれ。大学入学資格検定合格後、20歳よりピアノ、その後作曲を始める。2011年東京芸術大学作曲科を卒業。
作曲を北村昭、近藤譲、山本裕之、照屋正樹、山本純ノ介、米倉香織に師事、サラウンドデザインをMick沢口、録音を亀川徹、DAWとエンジニアリングを江夏正晃に学ぶ。
世界的な団体であるAES(Audio Engineering Society)が行う130th AES Convention London Student Recording Competitionに日本代表として2011年エントリー。
2011年、131st AES Convention New YorkにてElliot Scheinerにより称賛を受け、数々のグラミー賞ノミネートアルバムを世に送り出している2LレーベルのMorten Lindbergに「聴いたことの無い音楽を聴いた」と評された。
〈サラウンド〉による立体的音場で再生されることを想定して書いた1stアルバム「Universe for Surround」（2014年）をリリース。ウナマスレーベルのUNAMASクラシックシリーズのアレンジを継続的に担当。アレンジ、録音編集、スコア・パート譜制作等を行ったバッハ「The ART of FUGUE BWV-1080」（2015年）、シューベルト「Death and the Maiden」（2016年）が日本プロ音楽録音賞優秀賞を受賞。「Touch of Contra Bass」（2018年）、「ViVa The Four Seasons」（2019年）が同賞の最優秀賞を受賞。

## ディスコグラフィー

### オリジナル・アルバム
- Universe for Surround (2014/02/21)
- Universe for SurroundArmeria Strings Quartet et al (2020/04/10)[8][9]

### アレンジアルバム
- Afterglow Eriko Shimizu & Strings4 (2013/07/26)
- The Four Seasons -Antonio Vivaldi The Quartet Four Seasons (2014/06/20)
- The ART of FUGUE BWV-1080 UNAMAS FUGUE QUINTET (2015/06/04)
- Franz Schubert No-14 in D minor Death and the Maiden Unamas Strings Quintet (2016/04/22)
- A.Piazzolla by Strings and Oboe　UNAMAS Piazzolla Septet (2016/12/23)
- P.I.Tschaikovsky op-70 Souvenir de Florence　Unamas Strings Septet (2017/7/21)
- The Sound of Ohga Hall Best Selection (2017/12/25)
- Touch of Contra Bass(G. Bottesini Grand Duo Concertante~Rossini G. Antonio Sonata for Strings no-01 in G Major~J. Williams Theme from Schindler’s List)(2018/07/21)
- UNAMAS Awarded Best Selections[9][10]

### CDリリース
- Afterglow Eriko Shimizu & Strings4[11]
- No-14 in D minor"Death and the Maiden"「死と乙女」新生五重奏版 (2016/7/1)
- A. Piazzolla by Strings and Oboe (2017/3/17)
- P.I Tchaikovsky op-70 Souvenir de Florence (2017/7/7)
- The Sound of Ohga Hall Best Selection (2017/12/25)